# Dyschromie
Dyschromien (andersfarbige Flecken) sind Pigmentationsstörungen der Haut durch einen Überschuss oder eine Verminderung von Melanin in der Epidermis.
Hyperpigmentationen der Haut (Hyperchromien) entstehen durch einen Überschuss an Melanin und verschwinden bei Druck (z. B. durch Auflage eines Glasspatels) nicht.
Man unterteilt die Hyperpigmentationen in zwei Gruppen:
- Generalisierte Hyperpigmentation: Im Verlauf bestimmter Erkrankungen wie Addison-Krankheit und Hämochromatose
- Lokalisierte Hyperpigmentation, die hyperpigmentierte Flecken aufweisen und sich im Wesentlichen in Form von Epheliden, Chloasmen und Nävuszellnävi zeigen.

Man beobachtet auch Hyperpigmentation der nichtmelanisierten Haut, z. B. wenn Lipochrome, die in Karotten, Orangen und Tomaten enthalten sind, in großer Menge aufgenommen werden, setzen diese sich im subkutanen Fettgewebe ab, wodurch eine Orange-Färbung der Haut entsteht. Die Ablagerung von Bilirubin im Gewebe führt zu einer Gelbfärbung der Haut, die als Ikterus bezeichnet wird.
Hypopigmentation der Haut (Hypochromien) liegen im Wesentlichen beim Albinismus und bei Vitiligo vor. Beim Albinismus sind Haut, Kopf und Körperhaare weiß, weil die in der Epidermis vorhandenen Melanozyten kein Melanin synthetisieren können. Der Vitiligo ist eine Dermatose. In der Epidermis der betroffenen Körperstellen fehlen die Melanozyten.